# Ásbirningar
Ásbirningar era un clan familiar que controlaba la Islandia medieval durante el periodo de la colonización de la isla, siendo su patriarca original Ásbjörn Arnórsson (n. 1030) de quien reciben su nombre. Dominaron Skagafjörður durante los siglos XII y XIII hasta que su último caudillo, Brandur Kolbeinsson, murió ejecutado tras la batalla de Haugsnes (Haugsnesbardagi) en 1246. Eran conocidos guerreros e influyentes políticos. Probablemente los más conocidos Kolbeinn Tumason, un famoso escaldo islandés, y Kolbeinn ungi Arnórsson, sobrino de Tumason.